# زادورا: یک ماجرای فضایی
زادورا: یک ماجرای فضایی (به انگلیسی: Zathura: A Space Adventure) فیلمی آمریکایی در ژانر علمی-تخیلی و ماجراجویی به کارگردانی جان فاورو است که در نوامبر سال ۲۰۰۵ منتشر شد. این فیلم اقتباسی از کتاب کودکان زادورا نوشتهٔ کریس فن السبورگ (Chris Van Allsburg) تهیه شده‌است.
موضوع: دنی و والتر دو برادر بازی‌گوش یک بازی فکری پیدا کرده‌اند که در آن واقعاً به فضا سفر می‌کنند و با اتفاقات عجیب و غریبی روبه‌رو می‌شوند و چندبار جانشان به خطر می‌افتد تا بالاخره از مهلکه جان سالم به در می‌برند و بازی را به اتمام می‌رسانند.
این فیلم یک داستان فرعی مستقل از فیلم جومانجی محصول ۱۹۹۵ و دومین اثر در مجموعهٔ «جومانجی» است. در این فیلم جاش هاچرسون و جونا بوبو نقش دو برادر دعوایی را بازی می‌کنند که در زیرزمین خانه‌شان بازی رومیزی اسرارآمیزی پیدا می‌کنند. این بازی، خانهٔ آن‌ها را به فضا می‌برد و آن‌ها باید با گذراندن مراحل آن زنده بمانند و بازی را به پایان برسانند تا بتوانند به خانه بازگردند. دکس شپرد، کریستن استوارت و تیم رابینز نیز از دیگر بازیگران فیلم هستند.
فیلم Zathura در لس‌آنجلس و کالور سیتی، کالیفرنیا فیلم‌برداری شد و در تاریخ ۱۱ نوامبر ۲۰۰۵ توسط سونی پیکچرز ریلیزینگ در آمریکا اکران شد. این فیلم نقدهای مثبتی از منتقدان دریافت کرد، اما از نظر فروش در گیشه، موفقیت بزرگی نبود و تنها ۶۵٫۱ میلیون دلار در سراسر جهان فروش داشت.

## داستان
والتر ۱۰ ساله و دنی ۶ ساله، دو برادر هستند که با هم و با خواهر نوجوانشان، «لیسا»، رابطهٔ خوبی ندارند. زمانی که پدرشان در محل کار است و لیسا چرت می‌زند، دنی در زیرزمین یک بازی رومیزی با تم علمی-تخیلی به نام «زاتورا» پیدا می‌کند. وقتی او بازی را شروع می‌کند، کارتی ظاهر می‌شود که دربارهٔ بارش شهاب‌سنگ هشدار می‌دهد.
پس از وقوع واقعی بارش شهاب‌سنگ در اتاق نشیمن، والتر و دنی درمی‌یابند که این بازی واقعیت را تحت‌تأثیر قرار می‌دهد و متوجه می‌شوند که خانه‌شان در فضا شناور است. لیسا که آسمان تاریک را به‌عنوان شب دیرهنگام تعبیر کرده، در حال آماده‌شدن برای بیرون‌رفتن است، اما کارت بعدی او را وارد حالت انجماد زیستی می‌کند و منجمد می‌شود. والتر و دنی می‌آموزند که تنها راه بازگشت به خانه و بازگرداندن همه چیز به حالت عادی، به‌پایان‌رساندن بازی است.
با ادامهٔ بازی، والتر و دنی با خطرات مختلفی مانند روبات معیوب، نزدیکی بیش‌ازحد به یک ستاره و حملهٔ بیگانگان خزنده‌ای به نام «زورگون‌ها» روبه‌رو می‌شوند. طی یکی از نوبت‌های دنی، یک فضانورد ظاهر می‌شود و به آن‌ها می‌گوید باید تمام منابع گرما را در خانه از بین ببرند، چون زورگون‌ها به گرما جذب می‌شوند. فضانورد کاناپهٔ خانه را آتش می‌زند و به بیرون پرتاب می‌کند تا زورگون‌ها را منحرف کند.
والتر از فضانورد می‌خواهد که برود، اما دنی اجازه می‌دهد او بماند. پس از مشاجره‌ای دیگر، والتر دنی را به تقلب متهم می‌کند و می‌گوید او مهره‌اش را جا‌به‌جا کرده است. وقتی والتر سعی می‌کند مهره را به مکان قبلی‌اش برگرداند و نوبت بعدی‌اش را بردارد، بازی او را متقلب تلقی کرده و از خانه بیرون پرتاب می‌کند، اما فضانورد او را نجات می‌دهد.
دنی از والتر عذرخواهی می‌کند، ولی والتر او را نمی‌بخشد. در نوبت بعدی، والتر کارتی می‌کشد که به او اجازهٔ آرزوکردن می‌دهد. فضانورد هشدار می‌دهد که از روی خشم آرزو نکند. فضانورد که نگران دنی شده، به دنبال او می‌گردد ولی پیدایش نمی‌کند، تا اینکه دنی ظاهر می‌شود و نشان می‌دهد که والتر فقط آرزوی داشتن توپ فوتبال آمریکایی امضا‌شده‌ای را کرده است. آن‌ها فضانورد را زیر سؤال می‌برند و او فاش می‌کند که خودش زمانی با برادر کوچکش این بازی را کرده و پس از مشاجره، آرزو کرده که برادرش هرگز به دنیا نمی‌آمد. این کار باعث شده بود نتواند بازی را تمام کند و در بازی گیر بیفتد. این افشاگری، والتر و دنی را به آشتی وا‌می‌دارد.
لیسا از انجماد خارج می‌شود و بدون اطلاع از وضعیت، گرما را در خانه زیاد می‌کند. زورگون‌ها بازمی‌گردند و کشتی‌شان را به خانه متصل می‌کنند. لیسا بالاخره متوجه اوضاع می‌شود. آن‌ها پنهان می‌شوند، اما فراموش کرده‌اند بازی را با خود ببرند. دنی بازی را در یکی از کشتی‌های زورگون پیدا می‌کند، اما زورگون‌ها او را می‌بینند. در همین حین، روبات نیز شروع به حمله می‌کند. والتر از کارتی به‌نام «برنامه‌ریزی مجدد» که قبلاً کشیده بود استفاده می‌کند تا روبات را اصلاح کند؛ روبات علیه زورگون‌ها می‌جنگد و باعث عقب‌نشینی آن‌ها می‌شود.
والتر کارت آرزوی دیگری دریافت می‌کند و از آن برای بازگرداندن برادر فضانورد، یعنی دنی (خود دنی کنونی) استفاده می‌کند. در این لحظه مشخص می‌شود که فضانورد در واقع نسخهٔ بزرگسال خودِ والتر از یک خط زمانی دیگر است. فضانورد از خود جوانش برای انتخابی که بهتر از خودش کرده بود، تقدیر می‌کند و با تغییر خط زمانی، او و نسخهٔ موازی دنی در هم ادغام می‌شوند.
زورگون‌ها با ناوگانی بزرگ بازمی‌گردند تا خانه را نابود کنند. اما دنی موفق می‌شود بازی را ببرد. مشخص می‌شود که پایان بازی باعث باز شدن یک سیاه‌چاله می‌شود که ناوگان زورگون‌ها و خودِ خانه را می‌بلعد. سه خواهر و برادر خود را دوباره در خانه و پیش از شروع بازی می‌یابند، هم‌زمان با بازگشت پدرشان. برادرها بالاخره با هم صمیمی می‌شوند و با لیسا قرار می‌گذارند که ماجرای بازی و ماجراجویی‌شان را برای هیچ‌کس تعریف نکنند.

## بازیگران
جاش هاچرسون در نقش «والتر»، پسر ۱۰ ساله
جونا بوبو در نقش «دنی»، برادر والتر
دکس شپرد در نقش «فضانورد»، که در جریان بازی نجات پیدا می‌کند و با والتر و دنی متحد می‌شود
کریستن استوارت در نقش «لیسا»، خواهر بزرگ‌تر والتر و دنی
تیم رابینز در نقش «پدر»، پدر مجرد سه فرزند
فرانک اوز صداپیشهٔ «روبات»، روبات معیوبی که به والتر و دنی حمله می‌کند
همچنین، جان الکساندر نقش فیزیکی روبات را ایفا کرد، درک می‌یرز نقش زورگون اصلی را بازی کرد و داگلاس تِیت، جو بوکارو و جف وولف دیگر زورگون‌ها را به تصویر کشیدند.
| نقش         | بازیگر                           | فارسی دوبله                                                                              |
| ----------- | -------------------------------- | ---------------------------------------------------------------------------------------- |
| دنی         | جونا بوبو                        | برادر والتر و لیزا                                                                       |
| والتر       | جاش هاچرسون                      | برادر دنی و لیزا                                                                         |
| فضانورد     | دکس شپارد                        | بزرگسالی والتر که به‌طور اشتباه با آرزوی حذف برادرش از بازی در فضا گیر افتاده بود         |
| لیزا        | کریستن استوارت                   | خواهر والتر و دنی                                                                        |
| پدر         | تیم رابینز                       | پدر والتر و دنی و لیزا                                                                   |
| ربات        | جان الکساندر (فرانک اوز صداپیشه) | رباتی که قصد جان والتر را دارد و در نهایت توسط کارت تغییر برنامه زورگون‌ها را نابود می‌کند |
| رهبر زورگون | درک میرس                         | یک موجود فضایی                                                                           |

## تولید
کارگردان جان فاورو تأیید کرده که از فیلم‌هایی چون جنگ ستارگان، ایندیانا جونز، نبردی آن‌سوی ستارگان و سوپرمن الهام گرفته است. فاورو، دکس شپرد را از برنامهٔ تلویزیونی Punk’d می‌شناخت، اما وقتی دید که مایک جاج او را برای فیلم Idiocracy انتخاب کرده و سابقهٔ طنزپردازی‌اش در گروه «گرَوندلینگس» را دید (جایی که ویل فرل نیز از آن برخاسته بود)، به انتخاب او برای فیلم ترغیب شد.
فاورو ترجیح داد در این فیلم به‌جای استفاده از تصاویر رایانه‌ای (CGI)، از جلوه‌های عملی استفاده کند. او گفت: «خیلی لذت‌بخش است که واقعاً یک سفینهٔ واقعی را فیلم‌برداری کنی یا یک روبات واقعی در صحنه داشته باشی یا زورگون‌های واقعی ساختهٔ اِستَن وینستون را ببینی. این برای بازیگران، به‌ویژه نوجوانان، انگیزهٔ زیادی برای ایفای نقش ایجاد می‌کند.» شپرد هم گفته بود که اگر جلوه‌ها رایانه‌ای بودند، در فیلم بازی نمی‌کرد.
کریستن استوارت از جلوه‌های واقعی در صحنه لذت برد و گفت: «وقتی دیوارها را با نیزه سوراخ می‌کردیم و بیرون می‌کشیدیم، واقعاً این کار را انجام می‌دادیم. وقتی آتش بود، واقعاً آتش وجود داشت.» تنها صحنه‌ای که او مقابل پرده سبز بازی کرد، هنگام کشیده‌شدن به درون سیاه‌چاله بود.
صحنه‌های بیرونی خانه در خیابان اوکلان، در ساوت پاسادنا فیلم‌برداری شد. از مدل‌های کوچک برای ساخت سفینه‌ها استفاده شد و برای برخی نماها از جلوه‌های دیجیتال بهره گرفتند؛ مانند شهاب‌سنگ‌ها، سیاره‌ها و بخش‌هایی از لباس روبات که استن وینستون آن را طراحی کرده بود. زورگون‌ها با لباس‌های فیزیکی بازی شدند که با جلوه‌های رایانه‌ای تکمیل شد. تنها در یک صحنه، زورگون کاملاً رایانه‌ای بود.
مدلی تمام‌قد و یخ‌زده از کریستن استوارت توسط استن وینستون ساخته شد. خود استوارت روند قالب‌گیری و اسکن بدنش را بسیار دشوار توصیف کرده و نتیجه را مانند داشتن یک خواهر دوقلو دانسته است.
در برخی نماها از بزهای واقعی استفاده شد و چشم‌های اضافه به آن‌ها با CGI افزوده شد. طبق گفتهٔ «پیت تراورز»، ناظر جلوه‌های ویژه از Sony Pictures Imageworks، مهم‌ترین جنبهٔ طراحی جلوه‌ها این بود که سبک «علمی-تخیلی دههٔ ۵۰ میلادی» کتاب ون آلسبرگ حفظ شود. جلوه‌ها از سبک پوینتیلیسم در نقاشی الهام گرفته بودند.
فاورو گفته پیچیده‌ترین نمای فیلم، صحنه‌ای بود که خانه وارد میدان گرانشی سیارهٔ Tsouris-3 می‌شود. صحنه بر روی یک ژیروسکوپ (gimbal) به ارتفاع حدود ۱۰ تا ۱۲ متر نصب شده بود که می‌توانست تا ۴۰ درجه زاویه بگیرد. همهٔ بازیگران و عوامل باید با کابل و کمربند ایمنی بسته می‌شدند. فاورو این تجربه را «طاقت‌فرسا» توصیف کرد.

## اکران
جان فاورو این ایده را که فیلم Zathura دنباله‌ای بر فیلم جومانجی (۱۹۹۵) است رد کرد، چرا که علاقهٔ خاصی به آن فیلم نداشت. هم او و هم نویسندهٔ کتاب، کریس فن آلسبورگ—که کتاب جومانجی را نیز نوشته بود—اظهار داشتند که Zathura: A Space Adventure اثری کاملاً متفاوت با فیلم جومانجی است.
با این حال، استودیو فیلم را در همان جهان خیالی فیلم جومانجی بازاریابی کرد، و بازیگر مجموعه، جک بلک، آن را دومین قسمت از مجموعهٔ جومانجی می‌داند.
فن آلسبورگ عدم موفقیت فیلم در گیشه را به ضعف در بازاریابی و زمان‌بندی نامناسب نسبت داد.

استودیو برای تبلیغ فیلم تلاش کرد با استفاده از روش‌هایی چون برنامهٔ کارآموز، بازخورد شفاهی مخاطبان را برانگیزد. فاورو به‌عنوان داور مهمان در این برنامه شرکت کرد و دو گروه شرکت‌کننده مأمور شدند که یک شناور تبلیغاتی برای فیلم طراحی و اجرا کنند.
فاورو همچنین برای نخستین‌بار در کامیک‌کان حضور یافت تا فیلم را معرفی کند.

فیلم در تاریخ ۱۴ فوریه ۲۰۰۶ روی وی‌اچ‌اس و دی‌وی‌دی منتشر شد، و نسخهٔ بلو-ری ویژهٔ دهمین سالگرد آن در سال ۲۰۱۵ عرضه شد.

### فروش گیشه
با بودجهٔ ۶۵ میلیون دلاری، Zathura با فروش ۱۳٬۴۲۷٬۸۷۲ دلار در هفتهٔ نخست، شکست‌خورده تلقی شد. در همان آخر هفته، فیلم پویانمایی جوجه کوچولو از دیزنی، بیش از دو برابر Zathura فروش داشت. هفتهٔ بعد، هم‌زمان با اکران هری پاتر و جام آتش، فیلم ۶۲٪ از مخاطبانش را از دست داد.
در پایان، فروش داخلی فیلم ۲۹٬۲۵۸٬۸۶۹ دلار و فروش جهانی آن ۶۵٬۰۷۹٬۱۰۴ دلار بود.

### واکنش منتقدان
در راتن تومیتوز، فیلم با ۱۵۹ نقد، امتیاز ۷۷٪ و میانگین ۶٫۶ از ۱۰ را کسب کرد. اجماع منتقدان می‌گوید: «جلوه‌های ویژهٔ خیره‌کننده برای کودکان + روایت سنجیده برای والدین = رضایت سینمایی برای کل خانواده.»
در متاکریتیک، امتیاز وزنی ۶۷ از ۱۰۰ بر پایهٔ ۳۰ نقد ثبت شده که بیانگر «بازخورد عمدتاً مثبت» است.
مخاطبان CinemaScore به فیلم نمرهٔ «B+» دادند.
راجر ایبرت از Chicago Sun-Times به فیلم ۳ از ۴ ستاره داد و نوشت: «Zathura فاقد ژرفای تهدیدآمیز و احساسات درونی‌ای است که جومانجی داشت... اما به‌عنوان یک ماجرای فضایی، فوق‌العاده عمل می‌کند.»
جاستین چانگ از Variety آن را «شاید بهترین اقتباس از آثار فن آلسبورگ» دانست و از طنز دلنشین فاورو و هدایت ماهرانهٔ او ستایش کرد.
جان دفور از The Hollywood Reporter فیلم را «نادر و کمیاب ــ فیلمی خانوادگی که حتی بزرگسالان بدون فرزند نیز از آن لذت می‌برند» خواند و بازی جاش هاچرسون، جونا بوبو و شپرد را تحسین کرد.
استیون هولدن از The New York Times گفت که فیلم «فانتزی کودکان را به‌شکلی غنی ارضا می‌کند: نه‌تنها بازی در بازی رومیزی، بلکه پرتاب‌شدن به دنیای آن».
دسون تامسون از The Washington Post نوشت: «Zathura حس شگفتی کودکانه و دل‌نشینی دارد.»
اما برخی مانند لوک بامگارتن در Inlander آن را «جومانجی در فضا بدون رابین ویلیامز» خواندند.

### جوایز
در سی‌ودومین دوره جوایز ساترن، Zathura: A Space Adventure نامزد بهترین فیلم فانتزی و بهترین بازیگر نوجوان برای هاچرسون شد.
در جوایز فیلم هالیوود، آوی کافمن برای فیلم Zathura و دیگر آثارش همچون Capote و Brokeback Mountain برندهٔ جایزهٔ بهترین انتخاب بازیگر شد.
در بیست‌وهفتمین دوره جوایز هنرپیشه جوان، جاش هاچرسون جایزهٔ بهترین بازیگر نوجوان در فیلم کمدی یا درام را برد و جونا بوبو در بخش بازیگر پسر زیر ۱۰ سال نامزد شد.

### میراث
در نقدی در سال ۲۰۱۸ در Den of Geek، تیم جورج نوشت: «این فیلمی عالی است که شایستهٔ بازنگری است» و از فیلمنامهٔ هوشمند، کارگردانی بازیگوشانه، و تمرکز آن بر شخصیت‌ها به‌جای جلوه‌ها تمجید کرد.
فاورو گفت فیلم «نه منتشر، بلکه فرار کرد». او ادامه داد: «بعد از موفقیت Elf، Zathura برایم تلنگری واقعی بود. با اینکه نقدها خوب بودند و خیلی دربارهٔ جلوه‌های ویژه یاد گرفتم، واقعیت تلخ صنعت سینما مثل سطلی آب یخ بر سرم ریخت.»
جک بلک نیز ابراز علاقه کرده که نسخهٔ بازسازی یا دنباله‌ای برای آن ساخته شود.
هیرام گارسیا، تهیه‌کنندهٔ دنباله‌های جومانجی، گفت بازی می‌تواند شامل چندین جهان باشد و «بازار» معرفی‌شده در فیلم ۲۰۱۷ مرکزی برای جهان بزرگ‌تری است که ممکن است به فضا هم کشیده شود.

## مواد جانبی

### کتاب‌ها
اگرچه فیلم بر پایهٔ کتاب تصویری کودکانهٔ Zathura (۲۰۰۲) ساخته شده، چندین کتاب جانبی دیگر نیز منتشر شد، از جمله رمان اقتباسی «Zathura: The Movie – Junior Novel»، و همچنین چند کتاب فعالیت و سرگرمی دیگر.

### بازی رومیزی
یک بازی رومیزی با نام Zathura: Adventure is Waiting توسط شرکت Pressman Toy منتشر شد. این بازی مکانیزم مکانیکی فنردار داشت و عناصری چون فضانورد، زورگون‌ها، روبات معیوب و خانهٔ در حال فروپاشی را بازسازی می‌کرد.

### بازی ویدیویی
یک بازی ویدیویی اقتباسی از فیلم در ۳ نوامبر ۲۰۰۵ برای پلی‌استیشن ۲ و ایکس‌باکس توسط High Voltage Software توسعه یافت و توسط ۲کی گیمز منتشر شد.
این بازی‌ها نقدهای «عموماً منفی» دریافت کردند.